# Skalniak karłowaty
Skalniak karłowaty (Petrogale concinna) – gatunek ssaka z podrodziny kangurów (Macropodinae) w obrębie rodziny kangurowatych (Macropodidae). Międzynarodowa Unia Ochrony Przyrody (IUCN) sklasyfikowała skalniaka w Czerwonej księdze gatunków zagrożonych jako gatunek zagrożony (EN).

## Taksonomia
Gatunek po raz pierwszy naukowo opisał w 1842 roku angielski przyrodnik John Gould nadając mu nazwę Petrogale concinna. Miejsce typowe według oryginalnego opisu to „północno-zachodnie wybrzeże Australii” (ang. North-west coast of Australia), tj. rzeka Victoria, Australii Zachodnia, w Australia. Holotyp to skóra i czaszka dorosłego samca (sygnatura BMNH 42.5.26.20) z kolekcji Muzeum Historii Naturalnej w Londynie, przywieziony do Wielkiej Brytanii przez oficera służącego na HMS Beagle.
P. concinna wraz z  P. brachyotis, P. wilkinsi i P. burbidgei tworzą grupę gatunkową brachyotis. Ważność podgatunków wymaga badań z kompleksowymi danymi morfologicznymi i molekularnymi; wstępne dane oparte na sekwencjach mtDNA sugerują, że podgatunki canescens i monastria są bardzo rozbieżne i nie są monofiletyczne. 
Autorzy Handbook of the Mammals of the World i Illustrated Checklist of the Mammals of the World podgatunków trzy podgatunki. Podstawowe dane taksonomiczne podgatunków (oprócz nominatywnego) przedstawia poniższa tabelka:
| Podgatunek      | Oryginalna nazwa              | Autor i rok opisu | Miejsce typowe                                                | Holotyp |
| --------------- | ----------------------------- | ----------------- | ------------------------------------------------------------- | --- |
| P. c. canescens | Peradorcas concinna canescens | O. Thomas, 1909   | Nellie Creek, Ziemia Arnhema, Terytorium Północne, Australia. | Skóra i czaszka dorosłego samca (sygnatura BMNH 04.1.3.58) z kolekcji Muzeum Historii Naturalnej w Londynie, zebrany 13 lutego 1893 roku przez Johna Tunneya. |
| P. c. monastria | Peradorcas concinna monastria | O. Thomas, 1926   | Napier Broome Bay, Australia Zachodnia, Australia.            | Skóra i czaszka dorosłej samicy (sygnatura BMNH 10.12.25.4) z kolekcji Muzeum Historii Naturalnej w Londynie, zebrany 10 marca 1910 roku przez Geralda Hilla. |

### Etymologia
- Petrogale: gr. πετρα petra ‘skała’; γαλεή galeē lub γαλή galē ‘łasica’[14].
- concinna: łac. concinnus ‘elegancki, schludny, przyjemny’[15].
- canescens: łac. canescens, canescentis ‘szarawy’, od canescere ‘stać się siwiejącym lub białym’, od canere ‘być szarym’, od canus ‘szary’[16].

## Zasięg występowania
Skalniak karłowaty występuje w zależności od podgatunku:
- P. concinna concinna – region rzeki Victoria, Terytorium Północne, Australia.
- P. concinna canescens – Top End, Terytorium Północne, Australia.
- P. concinna monastria – Kimberley, północna Australia Zachodnia; także wyspy Borda, Augustus, Long i Hidden.

## Morfologia
Długość ciała (bez ogona) 29–35 cm, długość ogona 22–31 cm; masa ciała 1,1–1,7 kg. Wierzch ciała czerwonawy, szary i czarno marmurkowany. Spód ciała białoszary. Koniec ogona czarny.

## Ekologia

### Środowisko życia
W okresie suszy szukają schronienia w otworach piaskowca.

### Tryb życia
W okresie suszy swe nory opuszczają tylko w nocy. Odżywiają się wtedy gatunkiem paproci Marsilea crenata zawierającym ok. 26% krzemionki. Ten twardy pokarm prowadzi do szybkiego zużywania się zębów, które jednak odrastają. Podczas żerowania nie oddalają się na odległość większą od 100 metrów od skał służących jako osłona. Chętnie polują na nie ptaki drapieżne.